# Dyscia medioumbraria
Dyscia medioumbraria är en fjärilsart som beskrevs av Fritz Preissecker 1930. Dyscia medioumbraria ingår i släktet Dyscia och familjen mätare. Inga underarter finns listade i Catalogue of Life.